# Beichangshan
Beichangshan (kinesiska: 北长山, 北长山乡) är en socken i Kina. Den ligger i provinsen Shandong, i den östra delen av landet, omkring 360 kilometer nordost om provinshuvudstaden Jinan. Antalet invånare är 3 774. Befolkningen består av 1 714 kvinnor och 2 060 män. Barn under 15 år utgör 11,0 %, vuxna 15-64 år 77 %, och äldre över 65 år 11,0 %.
Närmaste större samhälle är Nanchangshan, 5,6 km söder om Beichangshan. 
Genomsnittlig årsnederbörd är 750 millimeter. Den regnigaste månaden är juli, med i genomsnitt 295 mm nederbörd, och den torraste är januari, med 11 mm nederbörd.